# Beraba cauera
Beraba cauera là một loài bọ cánh cứng trong họ Cerambycidae.